# NANOGNB
NANOGNB (англ. NANOG neighbor homeobox) – білок, який кодується однойменним геном, розташованим у людей на 12-й хромосомі. Довжина поліпептидного ланцюга білка становить 188 амінокислот, а молекулярна маса — 22 750.
| 10         |  | 20         |  | 30         |  | 40         |  | 50         |
| ---------- |  | ---------- |  | ---------- |  | ---------- |  | ---------- |
| MHRARWLTPV |  | IPALWEAEAG |  | RSRGQEIETI |  | LANKKQSAMP |  | WDQDPEQSTG |
| NYSEDEQNGK |  | QKWREEGEAG |  | RKREREKEEK |  | NEKELQDEQE |  | NKRKRENEKQ |
| KQYPEKRLVS |  | KSLMHTLWAK |  | FKLNRCPTIQ |  | ESLSLSFEFD |  | MTHKQISQWF |
| CKTRKKYNKE |  | MSKRKHKKKH |  | MRWRSLCCQG |  | WSRTPALK   |  |            |

A: Аланін

C: Цистеїн

D: Аспарагінова кислота

E: Глутамінова кислота

F: Фенілаланін

G: Гліцин

H: Гістидин

I: Ізолейцин

K: Лізин

L: Лейцин

M: Метіонін

N: Аспарагін

P: Пролін

Q: Глутамін

R: Аргінін

S: Серин

T: Треонін

V: Валін

W: Триптофан

Білок має сайт для зв'язування з ДНК. 
Локалізований у ядрі.